# Хладна степска клима
Хладна степска клима је клима која је распрострањена у степским пределима Евроазије (јужна Украјина и Русија, Прикаспијска низија, предели око пустиња уз Аралско језеро северно од 35°), затим у Аустралији (јужно од Велике пешчане пустиње), у Патагонији, око Стеновитих планина у САД. Одликује се средњим годишњим температурама испод 18 °C, али је температура најтоплијег месеца виша од 18 °C. Количина падавина креће су у распону од 200-550 милиметара, а највише се излучи током лета.